# Encosa
Encosa är en bergstopp i Spanien.   Den ligger i provinsen Província de Barcelona och regionen Katalonien, i den östra delen av landet, 400 km öster om huvudstaden Madrid. Toppen på Encosa är 647 meter över havet.
Terrängen runt Encosa är lite kuperad, och sluttar österut.Runt Encosa är det ganska glesbefolkat, med 35 invånare per kvadratkilometer. Närmaste större samhälle är Igualada, 15,2 km nordost om Encosa. 